# Glenea gestroi
Glenea gestroi là một loài bọ cánh cứng trong họ Cerambycidae.